# 打败它
《Beat It》是美国著名歌手麥可·傑克森的一首搖滾歌曲，收录于其1982年發行的第六张专辑《Thriller》中。雖然傑克森說以前從來沒有表現出对摇滚歌曲有興趣，但是这的确是他创作的。傑克森後來說“這就是我走近了摇滚歌曲，我希望孩子們都喜歡它。”
這首經典歌曲也受華人巨星鄧麗君所喜愛，精選為個人十五周年巡迴演唱會的指定歌曲之一，在1983、84年間現場演出，載歌載舞，相比麥可·傑克森1984年7月第一次現場演繹這首歌還要早。

## 歌曲介绍

### 創作背景
本歌的创作背景是迈克尔·杰克逊根据自己的亲自经历写的一首歌，他小时去祖母家路经一家商店，被店主误为小偷，被打，保镖来后才解围，打官司都没赢，因为他是黑人，而店主是白人。

### 歌詞大意及含意
“Beat It”是美國俚语，字面意思是打它，實際上是避開。有點類似普通話的暗語风紧“扯乎”。本歌的大意是呼籲青少年不要用暴力来解决问题，保留實力才是最後的強者。

## 音樂成績
“Beat it”已獲得多個獎項。在1984年傑克森贏得了創紀錄的二十八個獎項和年度最佳搖滾歌手。
《Beat It》出貨量至少為100萬。截至2009年3月，《Beat It》在美國銷售量已破668000張。

## 改編版本
2001年，改編成閩南語版「誰是老大」，為華視八點檔《大家樂歡天》插曲，並收錄於該劇電視原聲帶，由武雄作詞，施文彬演唱。